# Mariu Theodorian-Carada
Mariu Theodorian-Carada (n. 24 octombrie 1868, Craiova, – d. 1949) este un avocat, scriitor și om politic renumit originar din județul Dolj.

## Viața
Fiul lui Ioan Theodorian. A studiat la Liceul Carol I din Craiova (bacalaureatul în științe și litere). Mai târziu a plecat la București, unde a absolvit Facultatea de Drept în 1890. A fost avocat al Creditului Funciar Român și al Baroului Ilfov; președinte al Comitetului Presei Catolice din România și totodată senator. 
Ca gazetar a folosit pseudonimele: I.Tornaghi, L.Rose, D.R. Sloheret, I.Magulea, U.N., M.T., M.T.C., Maxim Marici, Jean de Mourta. A colaborat la publicați Presa, Oltenia, Voința Craiovei, Secolul, Steagul, L’eclaire, Frontul, Farul nou, Dreptul, Pagini juridice, Convorbiri literare, La Croix, Arhivele Olteniei, Cultura creștină etc. 

## Opere
Divorțul (1890); Decăderea bisericii ortodoxe române și cauzele ei (1897); Reforma calendarului (1905); La Questione Romena (Roma, 1910); Negru pe alb. Roman (1910); Răpirea Basarabiei (1912); Lascăr Vasile 1852-1902 (1912); Sfânta Melania (1913); Politica religioasă a României (1915); Norocul lui Iani. Roman (1922); Eugeniu Carada (1922); Stingher. Roman (1923); Le catholicisme de la Maison d’Autriche et le Hongrois (Avignon, 1934); Însemnări din viața politică a Craiovei (Craiova, 1934); Furtună într-un pahar cu apă (Craiova, 1936); În voia soartei (1938).